# Angelo Accattino
Mons. Angelo Accattino (* 31. července 1966 Asti) je italský římskokatolický duchovní, arcibiskup a apoštolský nuncius.

## Život
Narodil se 31. července 1966 v Asti.
Vstoupil do kněžského semináře diecéze Casale Monferrato a dne 25. června 1994 byl biskupem Carlem Cavallou vysvěcen na kněze.
Získal titul z kanonického práva a byl poslán studovat na Papežskou církevní akademii. Dne 1. července 1999 vstoupil do diplomatických služeb Svatého stolce. Působil na apoštolských nunciaturách v Trinidadu a Tobagu, Kolumbii a Peru. Následně ve Státním sekretariátu v sekci pro vztah se státy a na nunciatuře ve Spojených státech amerických a Turecku.
Dne 12. září 2017 jej papež František jmenoval apoštolským nunciem v Bolívii a titulárním arcibiskupem ze Sabiony. Biskupské svěcení přijal 25. listopadu 2017 z rukou kardinála Pietra Parolina a spolusvětiteli byli biskup Gianni Sacchi a biskup Alceste Catella.
Dne 2. ledna 2023 jej papež ustanovil nunciem v Tanzanii.